# Howard Shu
Howard Shu (Los Alamitos, 28 de noviembre de 1990) es un deportista estadounidense que compite en bádminton, en las modalidades individual y dobles mixto. Ganó dos medallas de bronce en los Juegos Panamericanos, en los años 2015 y 2019.

## Palmarés internacional
| Juegos Panamericanos | Juegos Panamericanos | Juegos Panamericanos | Juegos Panamericanos |
| Año                  | Lugar                | Medalla              | Prueba               |
| -------------------- | -------------------- | -------------------- | -------------------- |
| 2015                 | Toronto (Canadá)     | Medalla de bronce    | Individual           |
| 2019                 | Lima (Perú)          | Medalla de bronce    | Dobles mixto         |